# Rostki (Wydminy)
Pour les articles homonymes, voir Rostki.
Rostki est un village polonais de la voïvodie de Varmie-Mazurie, dans le powiat de Giżycko.